# Anderson Conceição
Anderson Conceição Benedito (Caravelas, 24 ottobre 1989) è un calciatore brasiliano, difensore del Boavista-RJ.

## Palmarès

### Club

#### Competizioni statali
- Campionato Baiano: 1

Bahia: 2014

#### Competizioni nazionali
- Campeonato Brasileiro Série B: 1

Joinville: 2014